# Fosfodièster

Diagrama dels enllaços fosfodièster (PO₄^{3−}) entre tres nucleòtids. L'extrem 5', té un carboni 5' unit al fosfat, mentre que l'extrem oposat, el 3', té el carboni 3' unit a un grup hidroxil.

Un enllaç fosfodièster és un tipus d'enllaç covalent que es produeix entre un grup hidroxil (–OH) en el carboni 3' i un grup fosfat (H₃PO₄) en el carboni 5' del nucleòtid entrant, formant-se així un doble enllaç èster. Els enllaços fosfodièster són essencials per a la vida, perquè són els responsables de l'esquelet dels brins d'ADN i ARN. També estan presents en els fosfolípids, molècules constituents de les bicapes lipídiques de totes les membranes cel·lulars.
Tant en l'ADN com en l'ARN, l'enllaç fosfodièster és el vincle entre l'àtom de carboni 3' i el carboni 5' del sucre ribosa. Els grups fosfat de l'enllaç fosfodièster tenen una alta càrrega negativa. A causa que els grups fosfat tenen una constant d'equilibri propera a 0, la seua càrrega és negativa amb un pH 7. Aquesta repulsió obliga als fosfats a posicionar-se en els costats oposats dels brins d'ADN i està neutralitzada per les proteïnes histones, ions metàl·lics i poliamines.
Perquè els enllaços fosfodièster es formen i els nucleotids s'unisquenformes tri- o di- fosfats dels nucleotids se separen per a donar l'energia requerida per a dirigir la reacció enzimàticament canalitzada. Quan un o dos fosfats coneguts com a pirofosfats es trenquen i catalitzen la reacció, es forma l'enllaç fosfodièster.
La hidròlisi dels enllaços fosfodièster pot ser catalitzada per l'acció de les fosfodiestarases, que tenen un paper important en la reparació de les seqüències d'ADN.